# Ingeniero químico

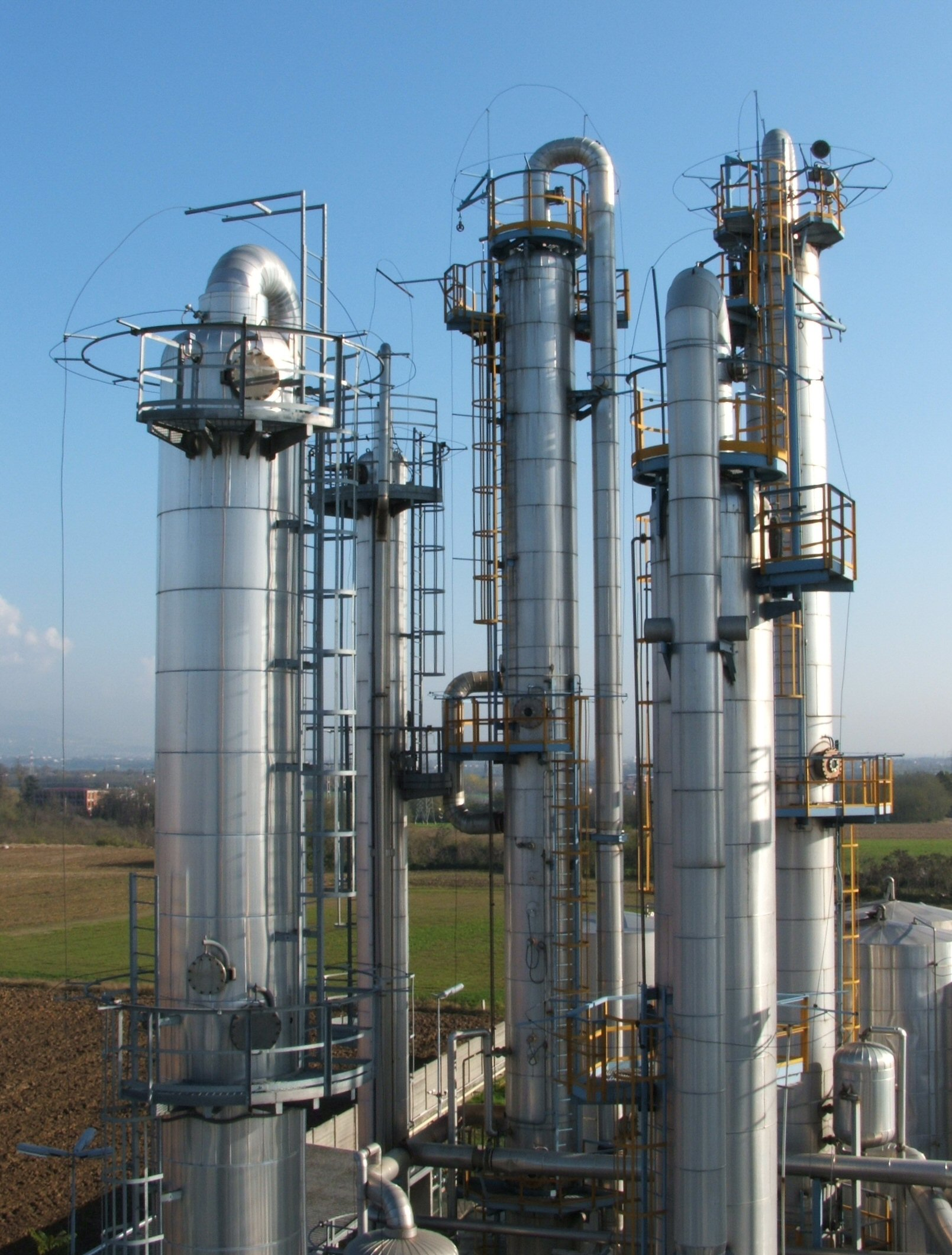
Ingenieros químicos diseñan, construyen y operan plantas.

En el campo de la ingeniería, un ingeniero químico es un profesional que está equipado con el conocimiento de ingeniería química, trabaja principalmente en la industria química para convertir materias primas básicas en una variedad de productos, y se ocupa del diseño y operación de plantas y equipo. En general, un ingeniero químico es aquel que aplica y usa los principios de la ingeniería química en cualquiera de sus diversas aplicaciones prácticas; estos a menudo incluyen: 
- diseño, fabricación y operación de plantas y maquinaria en procesos químicos industriales y procesos relacionados ("ingenieros de procesos químicos");

- desarrollo de sustancias nuevas o adaptadas para productos que van desde alimentos y bebidas a cosméticos, limpiadores e ingredientes farmacéuticos, entre muchos otros productos ("ingenieros de productos químicos"); y
- desarrollo de nuevas tecnologías, como celdas de combustible, combustible de hidrógeno y nanotecnología, además de trabajar en campos derivados total o parcialmente de la ingeniería química, como ciencia de materiales, ingeniería de polímeros e ingeniería biomédica.

## Historia

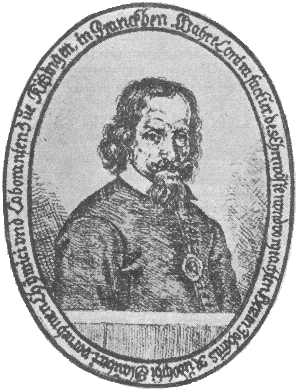
Retrato de Johann Rudolf Glauber.

El presidente de la Institución de Ingenieros Químicos dijo en su discurso presidencial: "Creo que la mayoría de nosotros estaría dispuesto a considerar a Edward Charles Howard (1774–1816) como el primer ingeniero químico de cualquier eminencia". Otros han sugerido a Johann Rudolf Glauber (1604–1670) por su desarrollo de procesos para la fabricación de los principales ácidos industriales.
El término apareció impreso en 1839, aunque desde el contexto sugiere una persona con conocimientos de ingeniería mecánica que trabaja en la industria química.  En 1880, George E. Davis escribió en una carta a Chemical News "Un ingeniero químico es una persona que posee conocimientos químicos y mecánicos, y que aplica ese conocimiento a la utilización, a escala de fabricación, de la acción química".  Propuso el nombre de Sociedad de Ingenieros Químicos, para lo que de hecho se constituyó como la Sociedad de la Industria Química. En la primera reunión general de la Sociedad en 1882, unos 15 de los 300 miembros se describieron a sí mismos como ingenieros químicos, pero la formación de la Sociedad de un Grupo de Ingeniería Química en 1918 atrajo a unos 400 miembros.
En 1905, se fundó en los EE. UU. una publicación llamada The Chemical Engineer y en 1908 se estableció el Instituto Americano de Ingenieros Químicos.
En 1924, la Institución de Ingenieros Químicos adoptó la siguiente definición: "Un ingeniero químico es un profesional con experiencia en el diseño, construcción y operación de plantas y obras en las que la materia experimenta un cambio de estado y composición".
Como puede verse en la definición posterior, la ocupación no se limita a la industria química, sino más generalmente a las industrias de procesos, u otras situaciones en las que se deben gestionar procesos físicos y/o químicos complejos. 
La revista británica The Chemical Engineer (que comenzó en 1956) tiene una serie de biografías disponibles en línea titulada "Ingenieros químicos que cambiaron el mundo".

## Visión general

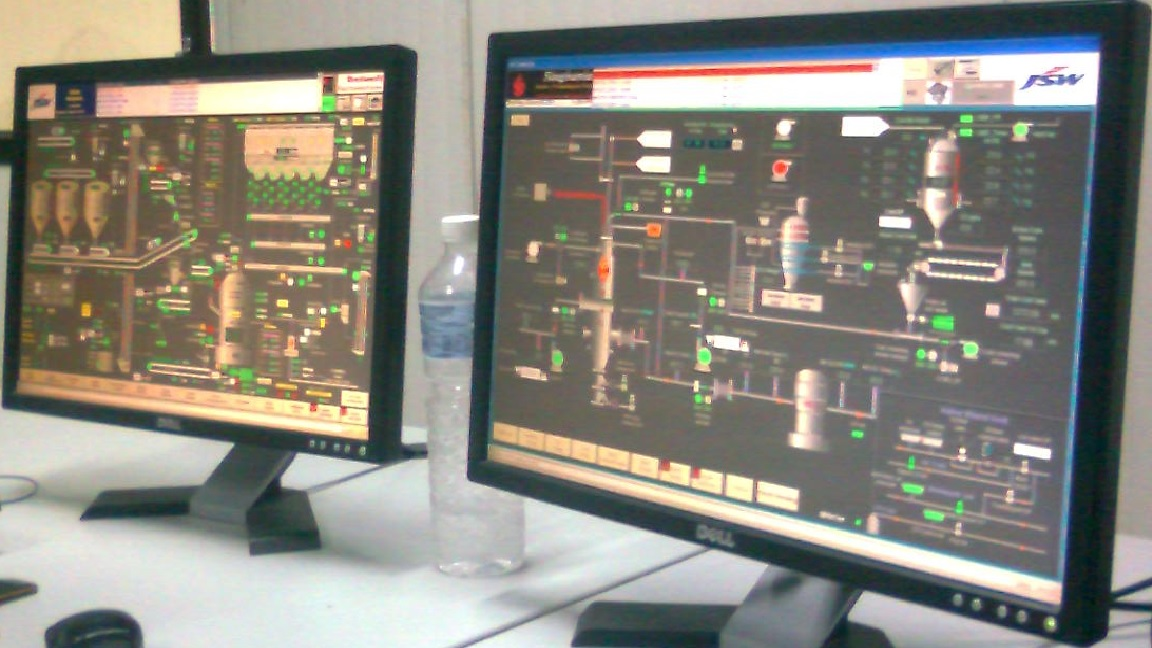
Los ingenieros químicos utilizan computadoras para administrar sistemas automatizados en plantas de producción.

Históricamente, el ingeniero químico se ha ocupado principalmente de la ingeniería de procesos, que generalmente se puede dividir en dos áreas complementarias: ingeniería de reacción química y procesos de separación. La disciplina moderna de la ingeniería química, sin embargo, abarca mucho más que la ingeniería de procesos. Los ingenieros químicos se dedican ahora al desarrollo y la producción de una amplia gama de productos, así como a productos básicos y productos químicos especializados. Estos productos incluyen materiales de alto rendimiento necesarios para aplicaciones aeroespaciales, automotrices, biomédicas, electrónicas, ambientales y militares. Los ejemplos incluyen fibras ultra fuertes, telas, adhesivos y materiales compuestos para vehículos, materiales biocompatibles para implantes y prótesis, geles para aplicaciones médicas, productos farmacéuticos y películas con propiedades dieléctricas, ópticas o espectroscópicas especiales para dispositivos optoelectrónicos. Además, la ingeniería química a menudo se entrelaza con la biología y la ingeniería biomédica. Muchos ingenieros químicos trabajan en proyectos biológicos como la comprensión de los biopolímeros (proteínas) y el mapeo del genoma humano. 

## Empleo y salarios
De acuerdo con una encuesta de salarios realizada en 2015 por la AIChE, el salario medio anual de un ingeniero químico fue de aproximadamente $ 127,000. En el Reino Unido, la Encuesta de Salarios IChemE 2016 reportó un salario promedio de aproximadamente £ 57,000, con un salario inicial para un graduado con un promedio de £ 28,350. La ingeniería química en los Estados Unidos es una de las disciplinas de ingeniería con la mayor participación de mujeres, con un 35% de estudiantes en comparación con un 20% en ingeniería. En el Reino Unido, en 2014, los estudiantes que empezaron a graduarse eran 25% mujeres, en comparación con 15% en ingeniería. Los graduados de EE. UU. que respondieron a una encuesta salarial de 2015 fueron 18.8% mujeres.